# Étrépigny
Étrépigny és un municipi francès situat al departament de les Ardenes i a la regió del Gran Est. L'any 2007 tenia 262 habitants.

## Demografia

### Població
El 2007 la població de fet d'Étrépigny era de 262 persones. Hi havia 96 famílies de les quals 24 eren unipersonals (4 homes vivint sols i 20 dones vivint soles), 36 parelles sense fills i 36 parelles amb fills.
La població ha evolucionat segons el següent gràfic:
Habitants censats

### Habitatges
El 2007 hi havia 96 habitatges, 95 eren l'habitatge principal de la família i 1 era una segona residència. Tots els 96 habitatges eren cases. Dels 95 habitatges principals, 82 estaven ocupats pels seus propietaris, 9 estaven llogats i ocupats pels llogaters i 5 estaven cedits a títol gratuït; 1 tenia dues cambres, 8 en tenien tres, 24 en tenien quatre i 63 en tenien cinc o més. 69 habitatges disposaven pel capbaix d'una plaça de pàrquing. A 32 habitatges hi havia un automòbil i a 53 n'hi havia dos o més.

### Piràmide de població
La piràmide de població per edats i sexe el 2009 era:
| Homes | Edats   | Dones |
| ----- | ------- | ----- |
| 0     | 95 o +  | 0     |
| 0     | 90 a 94 | 0     |
| 0     | 85 a 89 | 0     |
| 0     | 80 a 84 | 0     |
| 0     | 75 a 79 | 4     |
| 4     | 70 a 74 | 8     |
| 4     | 65 a 69 | 8     |
| 12    | 60 a 64 | 4     |
| 8     | 55 a 59 | 8     |
| 0     | 50 a 54 | 0     |
| 16    | 45 a 49 | 12    |
| 16    | 40 a 44 | 8     |
| 16    | 35 a 39 | 12    |
| 0     | 30 a 34 | 16    |
| 12    | 25 a 29 | 4     |
| 0     | 20 a 24 | 4     |
| 4     | 15 a 19 | 0     |
| 12    | 10 a 14 | 12    |
| 28    | 5 a 9   | 8     |
| 4     | 0 a 4   | 8     |

## Economia
El 2007 la població en edat de treballar era de 182 persones, 124 eren actives i 58 eren inactives. De les 124 persones actives 120 estaven ocupades (61 homes i 59 dones) i 4 estaven aturades (3 homes i 1 dona). De les 58 persones inactives 18 estaven jubilades, 11 estaven estudiant i 29 estaven classificades com a «altres inactius».

### Ingressos
El 2009 a Étrépigny hi havia 96 unitats fiscals que integraven 246,5 persones, la mediana anual d'ingressos fiscals per persona era de 18.271 €.

### Activitats econòmiques
Dels 4 establiments que hi havia el 2007, 1 era d'una empresa de fabricació d'altres productes industrials, 1 d'una empresa de construcció, 1 d'una empresa d'informació i comunicació i 1 d'una empresa classificada com a «altres activitats de serveis».
L'únic servei als particulars que hi havia el 2009 era una fusteria.
L'any 2000 a Étrépigny hi havia 5 explotacions agrícoles.

## Equipaments sanitaris i escolars
El 2009 hi havia una escola elemental integrada dins d'un grup escolar amb les comunes properes formant una escola dispersa.

## Poblacions més properes
El següent diagrama mostra les poblacions més properes.